# Eddie Izzard
Edward John „Eddie” Izzard (1962. február 7. –) kétszeres Primetime Emmy-díjas brit stand-up humorista, színész és szinkronszínész.
Főképp humoristaként ismert, bár szerepelt tévésorozatokban (például The Riches) és olyan mozifilmekben is, mint az Ocean’s Twelve – Eggyel nő a tét vagy a Mystery Men – Különleges hősök.
John Cleese Izzardot tartja az „Elveszett Pythonnak”. Izzard közismert transzvesztita.

## Élete
Izzard a jemeni Ádenben született, édesapja Harold John a British Petroleum adeni irodájában dolgozott könyvelőként, édesanyja, Dorothy Ella nővér és szülésznő volt. Izzard egyéves volt, amikor a család az észak-írországi Bangorba költözött. A kisfiú ötéves volt, amikor a dél-walesi Skewenbe költöztek. 1968-ban édesanyja rákban elhunyt, Eddie ekkor hatéves volt, testvére, Mark nyolcéves.
Az Eastbourne College elvégzése után kezdett a stand-up comedy műfajával foglalkozni a Sheffieldi Egyetemen barátjával, Rob Ballarddal együtt. Miután az egyetemről eltanácsolták, Izzard az utcára vitte a műsorát, az 1980-as évek nagy részében Európában és Amerikában lépett fel utcai műsorával, majd az Egyesült Királyság stand-up klubjaiban mutatkozott be, először 1987-ben a londoni The Comedy Store-ban. Az 1990-es években kezdett népszerű előadóvá válni, 1993-ban nyerte el először a British Comedy Award-ot.
2000-ben szerepelt A vámpír árnyéka című horrorfilmben, amiben Gustav von Wangenheim német színészt alakította. A produkció az 1922-es Nosferatu című némafilm forgatását fikcionalizálta.
Stephen Frears 2017-es játékfilmjében, a Viktória királynő és Abdul-ban „Bertie”-t, azaz Albert Edward walesi herceget, a későbbi VII. Eduárd brit királyt alakította.

## További információ
- Hivatalos oldal
- Eddie Izzard a Facebookon
- Eddie Izzard a PORT.hu-n (magyarul)
- Eddie Izzard az Internetes Szinkronadatbázisban (magyarul)
- Eddie Izzard az Internet Movie Database-ben (angolul)
- Eddie Izzard a Rotten Tomatoeson (angolul)